# Loepa
Loepa este un gen de molii din familia Saturniidae. 

## Specii
- Loepa anthera Jordan, 1911
- Loepa cynopis Naessig & Suhardjono, 1989
- Loepa damartis Jordan, 1911
- Loepa diehli Brechlin, 2010
- Loepa diffundata Brechlin, 2009
- Loepa diffunoccidentalis Brechlin, 2010
- Loepa diffunorientalis Brechlin, 2010
- Loepa diversiocellata Bryk, 1944
- Loepa finnackermanni Brechlin, 2010
- Loepa formosensis Mell, 1938
- Loepa katinka Westwood, 1848
- Loepa kuangtungensis Mell, 1938
- Loepa martinii Brechlin & Paukstadt, 2010
- Loepa megacore Jordan, 1911
- Loepa meyi Naumann, 2003
- Loepa microocellata Naumann & Kishida, 2001
- Loepa minahassae Mell, 1938
- Loepa mindanaensis Schuessler, 1933
- Loepa miranda Atkinson, 1865
- Loepa mirandula Yen et al., 2000
- Loepa nepalensis Brechlin, 2010
- Loepa nigropupillata Naessig & Treadaway, 1997
- Loepa oberthuri (Leech, 1890) (China)
- Loepa obscuromarginata Naumann, 1998
- Loepa orientomiranda Brechlin & Kitching, 2010
- Loepa palawana Naessig & Treadaway, 1997
- Loepa paramiranda Brechlin & Kitching, 2010
- Loepa peggyae Brechlin, 2010
- Loepa roseomarginata Brechlin, 1997
- Loepa schintlmeisteri Brechlin, 2000
- Loepa septentrionalis Mell, 1939
- Loepa siamensis Brechlin, 2010
- Loepa sikkima Moore, 1865
- Loepa sinjaevi Brechlin, 2004
- Loepa sumatrana Naessig, Lampe & Kager, 1989
- Loepa taipeishanis Mell, 1939
- Loepa tibeta Naumann, 2003
- Loepa visayana Brechlin, 2000
- Loepa wlingana Yang, 1978
- Loepa yunnana Mell, 1939